# Khatyrkit
Khatyrkit ist ein sehr seltenes Mineral aus der Mineralklasse der Elemente, genauer der Metalle und intermetallischen Verbindungen. Es kristallisiert im tetragonalen Kristallsystem mit der chemischen Zusammensetzung CuAl2 und bildet prismatische Körner von bis zu 400 μm Länge und Verwachsungen in Form kleiner Körner mit Cupalit.

## Etymologie und Geschichte
Khatyrkit wurde erstmals 1985 von L. V. Razin und N. S. Rudashevskij und L.N. Vyalsov in der Typlokalität im Autonomen Kreis der Korjaken im fernen Osten Russlands gefunden. Es ist nach der Typlokalität, der Khatyrkit-Gesteinszone benannt.

## Klassifikation
Bereits in der veralteten, aber noch gebräuchlichen 8. Auflage der Mineralsystematik nach Strunz gehörte der Khatyrkit zur Mineralklasse der „Elemente“ und dort zur Abteilung der „Metalle und intermetallische Legierungen (ohne Halbmetalle)“, wo er zusammen mit Aluminium und Cupalit die unbenannte Gruppe I/A.03 bildete.
Die seit 2001 gültige und von der International Mineralogical Association (IMA) verwendete 9. Auflage der Strunz’schen Mineralsystematik ordnet den Khatyrkit ebenfalls in die Abteilung der „Metalle und intermetallische Verbindungen“ ein. Diese ist allerdings weiter unterteilt nach den in der Verbindung vorherrschenden Metallen, die entsprechend ihrer verwandten Eigenschaften in Metallfamilien eingeteilt wurden. Khatyrkit ist hier entsprechend seiner Zusammensetzung in der Unterabteilung „Kupfer-Cupalit-Familie“ zu finden, wo er zusammen mit Anyuiit und Novodneprit die unbenannte Gruppe 1.AA.15 bildet.
Auch die vorwiegend im englischen Sprachraum gebräuchliche Systematik der Minerale nach Dana ordnet den Khatyrkit in die Klasse und dort in die gleichnamige Abteilung der „Elemente“ ein. Hier ist er zusammen mit Cupalit in der unbenannten Gruppe 01.01.15 innerhalb der Unterabteilung „Elemente: Metallische Elemente außer der Platingruppe“ zu finden.

## Kristallstruktur

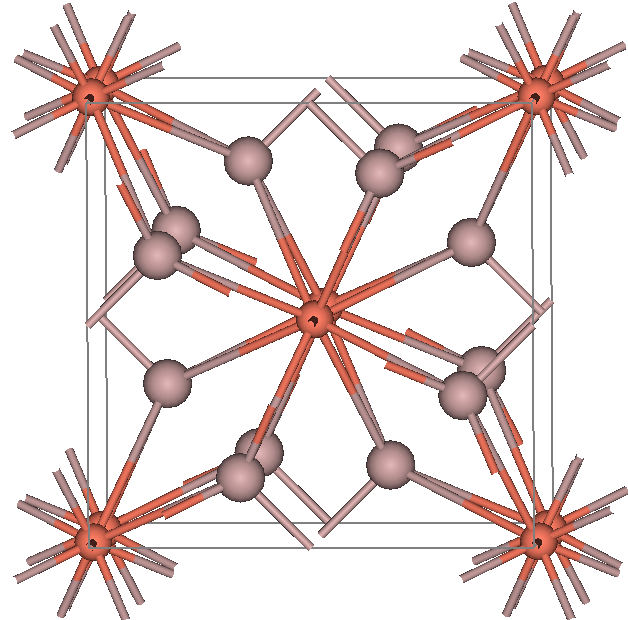
Kristallstruktur von Khatyrkit

Khatyrkit kristallisiert im tetragonalen Kristallsystem in der Raumgruppe I4/mcm (Raumgruppen-Nr. 140) mit den Gitterparametern a = 6,07 Å und c = 4,89 Å, sowie vier Formeleinheiten pro Elementarzelle.

## Bildung und Fundorte
Khatyrkit findet man in alluvialen Lagerstätten, die bei der Auswaschung von Serpentinit entstanden sind. Es ist vergesellschaftet mit Cupalit und anderen Zink-Aluminium-Legierungen. Funde sind bislang nur aus der Typlokalität bekannt.